# Platypezina connexa
Platypezina connexa är en tvåvingeart som först beskrevs av Karl Henrik Boheman 1858.  Platypezina connexa ingår i släktet Platypezina och familjen svampflugor. Arten är reproducerande i Sverige. Inga underarter finns listade i Catalogue of Life.